# Ятир

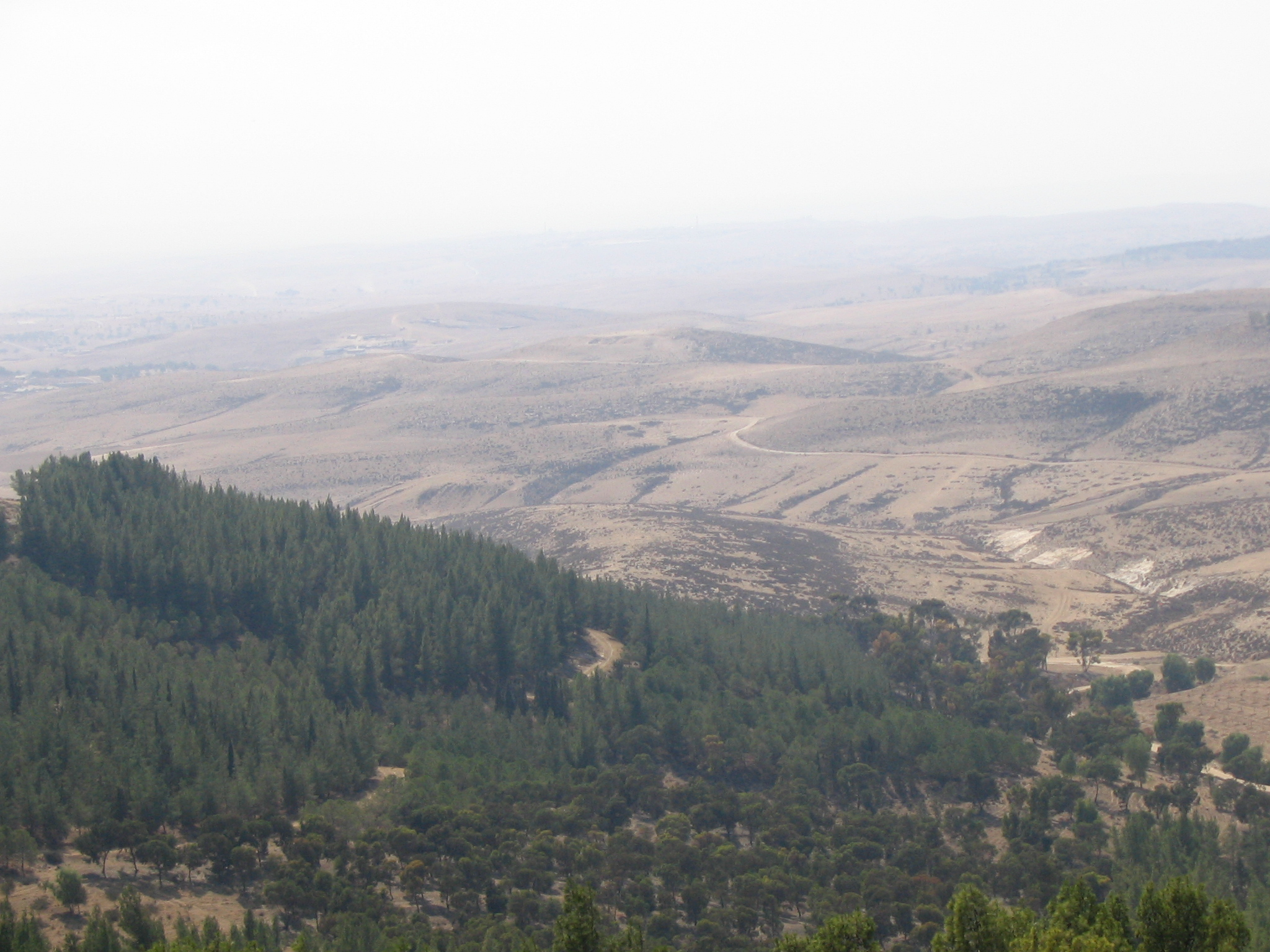
Ліс Ятір зі станції Бейт Яааранім.

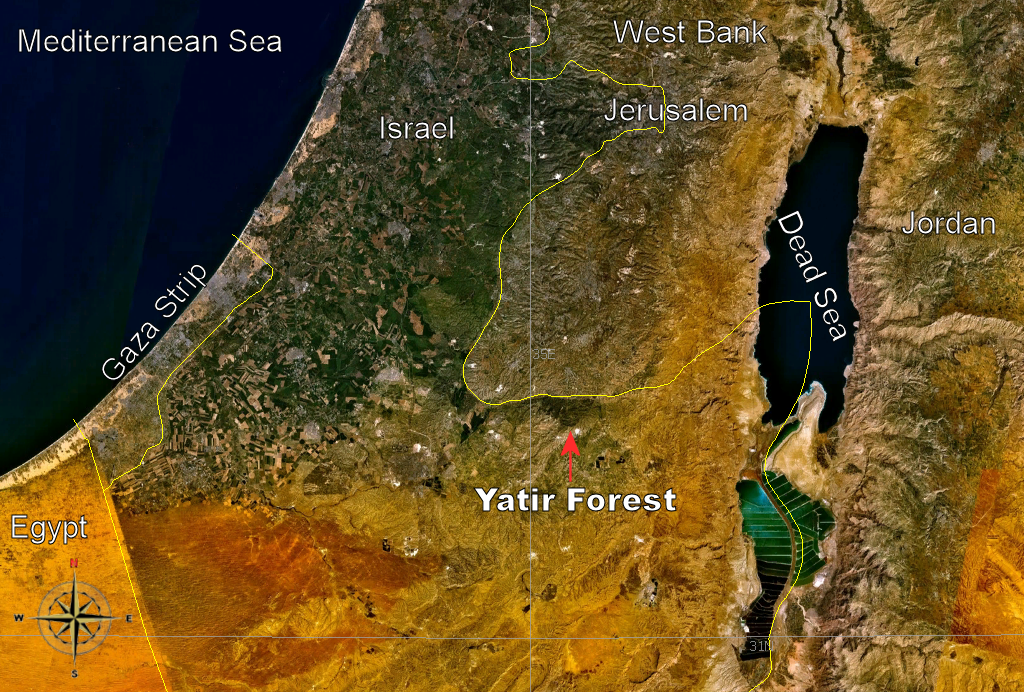
Розташування Лісу Ятир.

31°20′33″ пн. ш. 35°03′42″ сх. д. / 31.3425° пн. ш. 35.061666666667° сх. д.
Ятир (івр. יער יתיר‎) — найбільший лісовий масив Ізраїлю, займає площу понад 40 км².
Ліс Ятир розташований на Хевронському нагір'ї, у північній частині пустелі Негев, на висоті 600—900 м над рівнем моря. Є найпівденнішим лісовим масивом Ізраїлі.
Посаджений за безпосередньої підтримки Товариства охорони природи та «Керен Каємет ле-Ісраель». Роботи було розпочато у 1964 році. Посадки дерев організовуються щороку.
Число дерев — понад чотири мільйони, там ростуть єрусалимська сосна, кипариси, дуби. По периметру розбиті вишневі, персикові сади, мигдалеві гаї та виноградники.
Є популярним місцем відпочинку, де прокладено обладнані туристичні маршрути.